# (1052) Бельгика
(1052) Бельгика (лат. Belgica) — типичный астероид главного пояса, который принадлежит к светлому спектральному классу S. Он был открыт 15 ноября 1925 года бельгийским астрономом Эженом Дельпортом в Королевской обсерватории Бельгии, расположенной близ города Уккел и был назван в честь Бельгии, небольшого государства в Западной Европе.

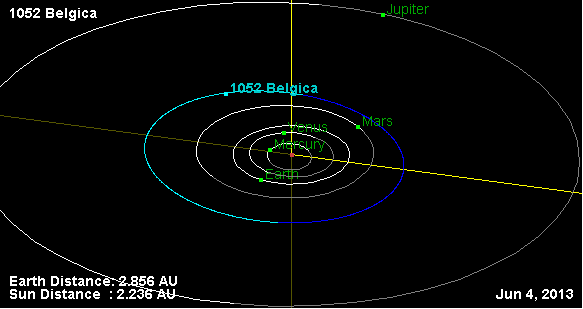
Орбита астероида Бельгика и его положение в Солнечной системе